# Svesa
Svesa (em ucraniano: Свеса, em russo: Свесса) é uma cidade da Ucrânia e  do Óblast de Sumy. Em 2014 sua população era de 6868 residentes.